# Серцевий викид

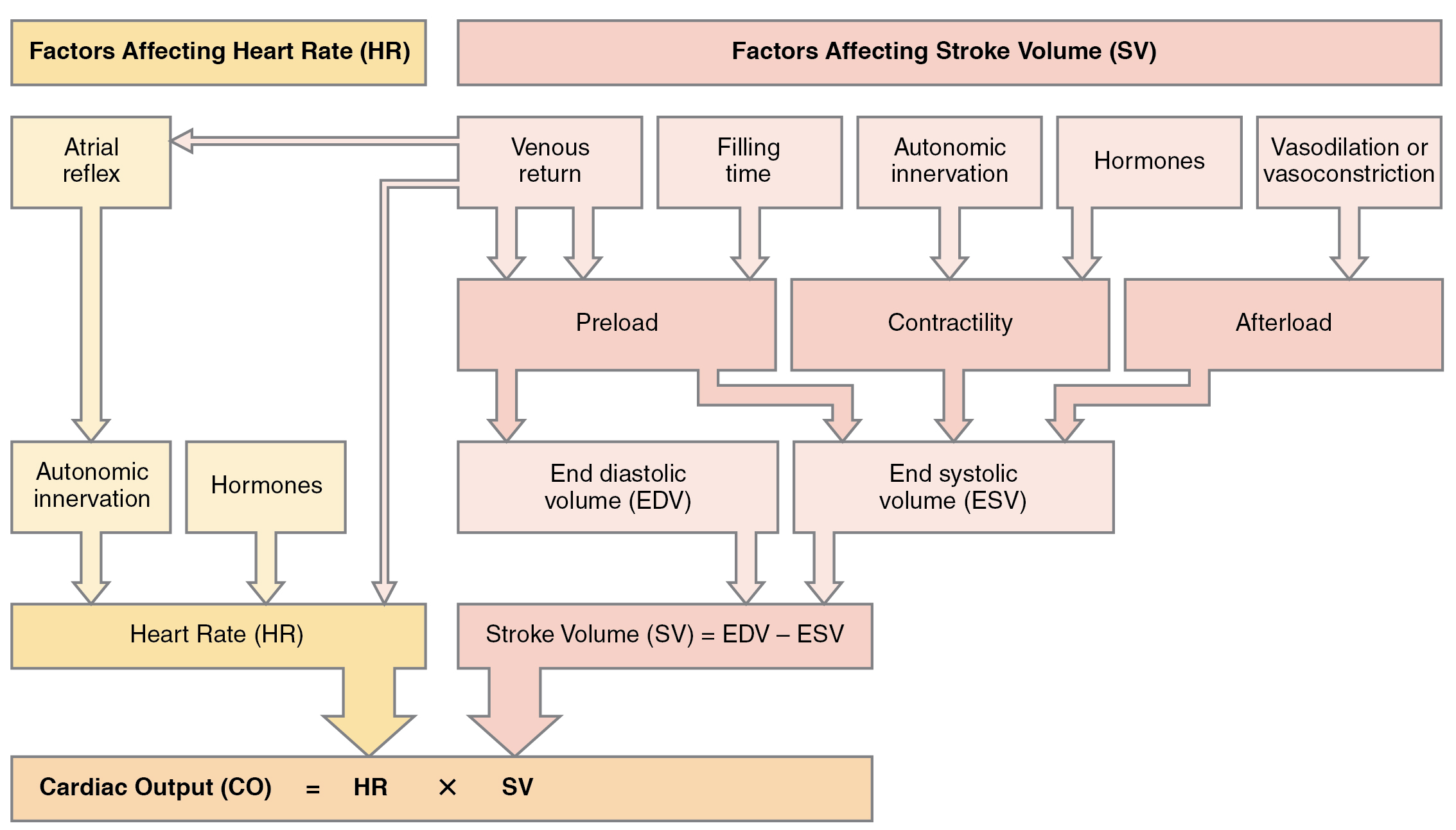
Основні чинники, що впливають на серцевий викид (СВ).

Серце́вий ви́кид, або Хвили́нний об'є́м кр́ові, також ХОК — кількість крові, що викидають шлуночки серця за 1 хвилину.
Викид лівого шлуночка = споживання О2 / ([АО2] — [VО2]) = 250 мл/хв / (190 мл/л артеріальної крові — 140 мл/л венозної крові у легеневій артерії) = 250 мл/хв / 50 мл/л = 5 л/хв В. Ф. Ґанонґ — Фізіологія людини.
За 1 систолу при частоті скорочень 70-75 за 1 хв, серце викидує в аорту 60-70 мл крові — це систолічний об'єм крові.
Оскільки серцевий викид пов’язано з кількістю крові, що доправляється в різні частини тіла, він є важливою складовою того, наскільки дієво серце може задовольняти потреби організму для підтримки відповідного зрошування тканин. Тканини тіла потребують постійного постачання кисню, що вимагає тривалого його доправляння до тканин шляхом системного обігу насиченої киснем крові за відповідного тиску з лівого шлуночка серця крізь аорту та артерії. Доправлення кисню (ДО2 мл/хв) є підсумком потоку крові (серцевий викид — CВ) помноженим на вміст кисню в крові (ВмО2). Математично це розраховується наступним чином: доправлення кисню = серцевий викид × вміст кисню в артеріальній крові ДО2 = CВ × ВмО2. Під час серцевого викиду у спокої 5 л/хв "нормальне" доправлення кисню, становить приблизно 997,5 мл/хв. Кількість/відсоток поширюваного кисню (КO2) за хвилину, що споживається метаболізмом, залежить від рівня активності, але у стані спокою становить приблизно 25% ДО2. Фізичні вправи вимагають більшого, ніж у стані спокою, споживання кисню для підтримання підвищеної м’язової активності. У разі серцевої недостатності, наявного СВ може бути недостатньо для підтримки навіть простих повсякденних видів діяльності; він також не може збільшитися достатньо, щоби задовольнити високі потреби обміну речовин, які виникають навіть за помірних фізичних навантажень.
Серцевий викид є загальним показником кровотоку, що цікавить гемодинаміку, дослідження кровотоку. Чинники, які впливають на ударний об’єм і частоту серцевих скорочень, також позначаються на серцевому викиді. Малюнок на правому полі — докладна сходинкова ілюстрація, показує цю залежність і перелічує деякі з них.
Існує багато методів вимірювання CВ, як інвазивних, так і неінвазивних; кожен має переваги та вади.